# Sílvio Guterres Dutra
Sílvio Guterres Dutra (* 6. Juni 1966 in Encruzilhada do Sul, Rio Grande do Sul, Brasilien) ist ein brasilianischer Geistlicher und römisch-katholischer Bischof von Vacaria.

Wappen von Sílvio Guterres Dutra.

## Leben
Sílvio Guterres Dutra empfing am 18. Dezember 1993 das Sakrament der Priesterweihe für das Erzbistum Porto Alegre.
Am 9. Mai 2018 ernannte ihn Papst Franziskus zum Bischof von Vacaria. Der Erzbischof von Porto Alegre, Jaime Spengler OFM, spendete ihm am 22. Juli desselben Jahres im Ginásio dos Metalúrgicos in Charqueadas die Bischofsweihe. Mitkonsekratoren waren der Erzbischof von Pelotas, Jacinto Bergmann, und sein Amtsvorgänger Irineu Gassen OFM. Die Amtseinführung im Bistum Vacaria fand am 5. August 2018 statt.